# Сексуальна практика між жінками

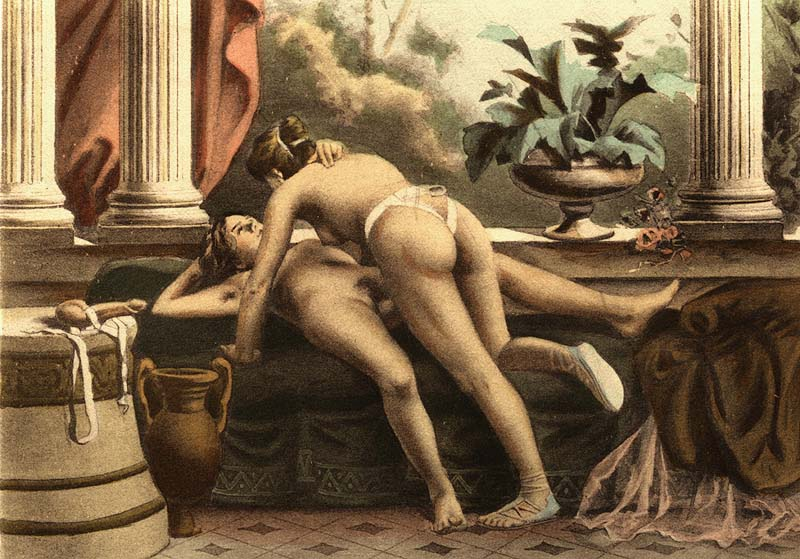
Використання страпона, Едуар-Анрі Авріль (пізнє 19-те століття).

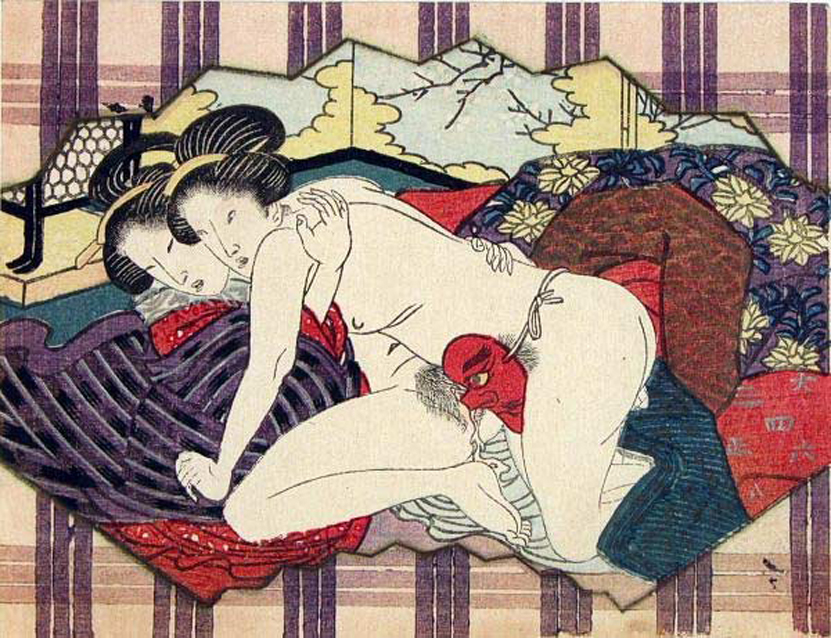
Дві жінки займаються сексом (сюнга, японська ксилографія).

Сексуа́льна пра́ктика між жінками (ЖСЖ) — сексуальна активність, учасницями якої є жінки. Учасниці такої практики можуть мати гомосексуальну, бісексуальну, пансексуальну орієнтацію, хоча деякі жінки воліють називати себе жінками, що мають секс з жінками, без точнішої сексуальної ідентифікації.

## Ризики для здоров'я та безпечний секс
При будь-яких сексуальних практиках між жінками, що виключають чоловіків та їх фізіологічні рідини (сперму, смегму), ризик вагітності нульовий.
Насильство під час сексуальних практик між жінками в цілому рідше, ніж у сексі жінок із чоловіками, через схильність чоловіків наслідувати жорстокість, пропоновану порноіндустрією та сексуальним об'єктивуванням жінок у культурі (проституцією, культурою згвалтування, антиабортними рухами, рекламою та медіа), тоді як жінки через досвід буття об'єктивованими схильні ставитись до своїх партнерок більш емпатично.

### Хвороби, що передаються статевим шляхом
- При сексуальній практиці без проникнення ризик обміну рідинами зазвичай нижчий, але все ж присутній.
- ІПСШ: 30 % жінок, які практикують лесбійський секс, мали ІПСШ[1]. Це не означає, що ці жінки піддаються більшому ризику захворіти. Міністерство здоров'я Канади відзначає, що рівень захворюваності ІПСШ у різних групах жінок коливається від 20 % до 33 %. Американський університет виявив, що 60 % сексуально активних жінок хворіли папіломавірусом протягом останніх трьох років[2].
- ВІЛ. ВІЛ може передаватися через рідини організму, такі як кров (у тому числі й менструальна), вагінальні виділення та грудне молоко. Передача може відбутися під час орального сексу, якщо в жінки, що виконує кунілінгус, є порізи або виразки в роті. ВІЛ також може передаватися проникаючими сексуальними іграшками, якщо їх використання шкодить шкіру біля вагіни або ануса[3].

### Безпечний секс
При всіх сексуальних практиках між жінками, як і при будь-яких сексуальних практиках, рекомендується безпечний секс. Для сексу між жінками це:
- використання стерильних медичних рукавичок для активностей, що включають руки (таких, як вагінальний чи анальний фінгеринг, фістинг);
- використання кофердамів під час контакту з вульвою (кунілінгус, стимуляція клітора) чи анусом (анілінгус);
- використання презервативів під час застосування страпонів та інших секс-іграшок,
- належна гігієна секс-іграшок та дотримання умов їх використання (наприклад, уникнення контакту латексу з оліями в якості лубрикантів).

Крім того, важливо застосовувати тактики безпечного вибору партнерки та підготовки до сексуальних активностей:
- моногамія з перевіреною партнеркою або полівірність у замкнутій поліамурній групі;
- обговорення історії сексуальних контактів партнерок, обмін результатами скрінінгів на ІПСШ та інформацією про венеричний статус перед сексом;
- обговорення прийнятних та неприйнятних для всіх учасниць практик під час майбутнього сексу, стоп-слів, знаків на припинення активності;
- обговорення та узгодження недопустимості насилля;
- безвиключна інформована свідома відкликувана згода на секс.

У будь-якому з випадків необхідна регулярна перевірка на хвороби, що передаються статевим шляхом.

## Різновиди
Сексуальна активність між жінками може бути проникаючою та без проникнення. До таких дій відносяться:
- кіберсекс, секс по телефону, секстинг у чаті чи телефоном тощо;
- спостереження за мастурбацією чи іншими сексуальними активностями партнерки, синхронна мастурбація;
- поцілунки, обійми, петинг;
- оральна стимуляція сосків або інших ерогенних зон (шиї, стегон, пальців рук, ніг);
- фінгерінг (стимуляція вульви пальцями; може бути як з проникненням (вагінальний фінгеринг), так і без: стимуляція клітора, статевих губ);
- фістинг: проникнення у вагіну руки чи кулака (рідше — анальний фістинг);
- секс без проникнення;
- оральний секс (кунілінгус як з проникненням язика у вагіну, так і без: стимуляція клітора язиком, губами, іншими частинами обличчя);
- рідше використовується анілінгус[4];
- секс із сексуальними іграшками: вагінальними та анальними ділдо, страпонами, кульками;
- різноманітні сексуальні позиції[5][6], наприклад, взаємний фінгеринг чи кунілінгус у позиції 69;
- змішані форми, коли в сексуальній активності беруть участь.

Для стимуляції вагіни або ануса під час проникнення можуть використовуватись пальці, язик, ділдо, страпон, інші сексуальні іграшки, інколи предмети з БДСМ.

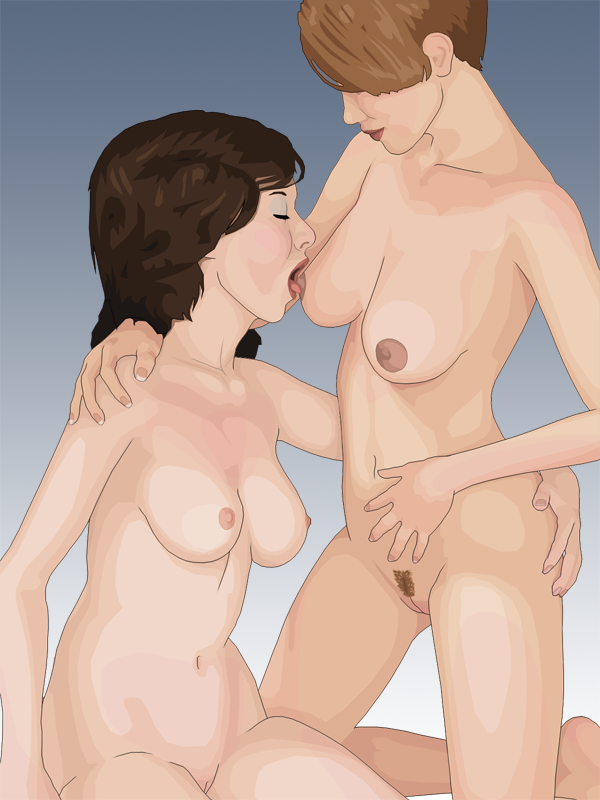
Жінки займаються оральною стимуляціює сосків
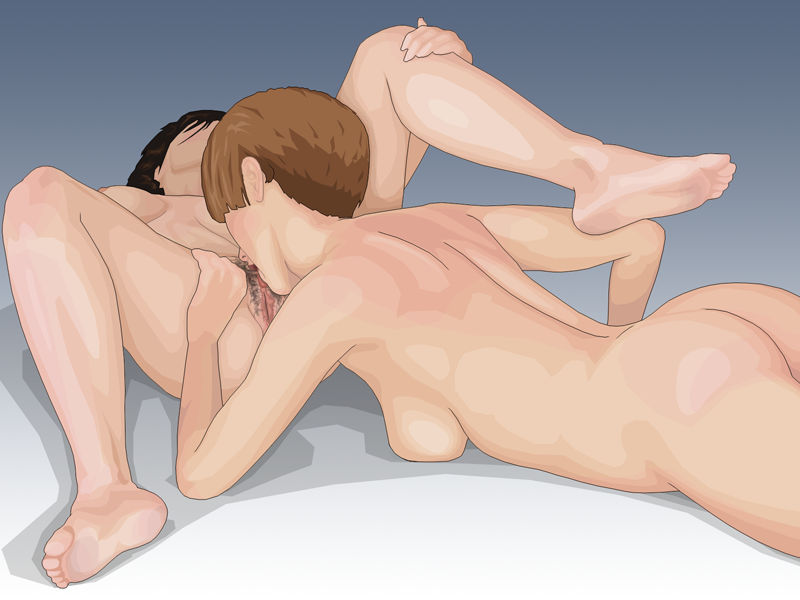
Жінка робить кунілінгус своїй партнерці (без захисту)
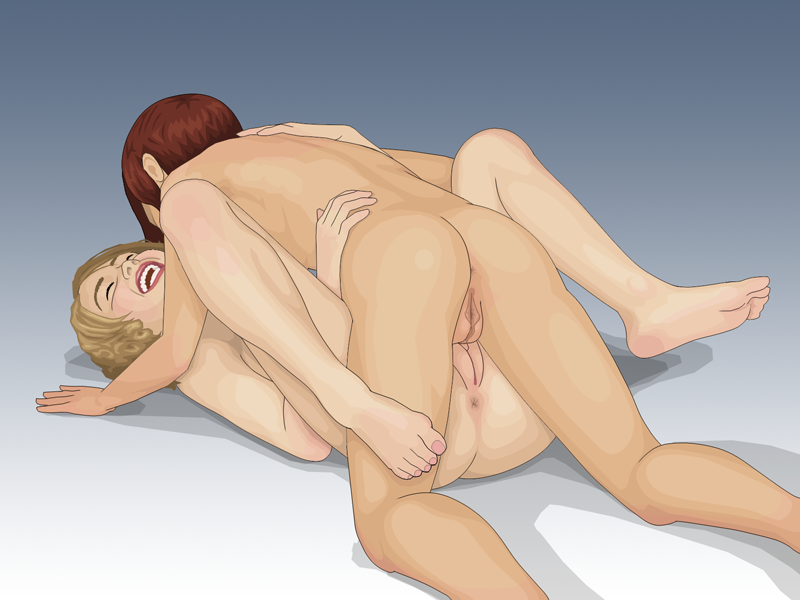
Жінки займаються трибадизмом у місіонерській позиції (без захисту)
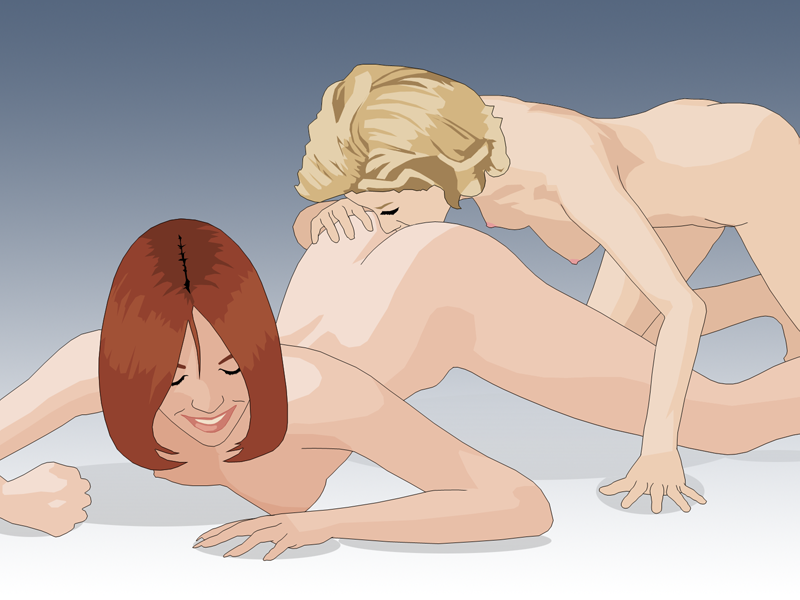
Жінка виконує партнерці анілінгус (без захисту)
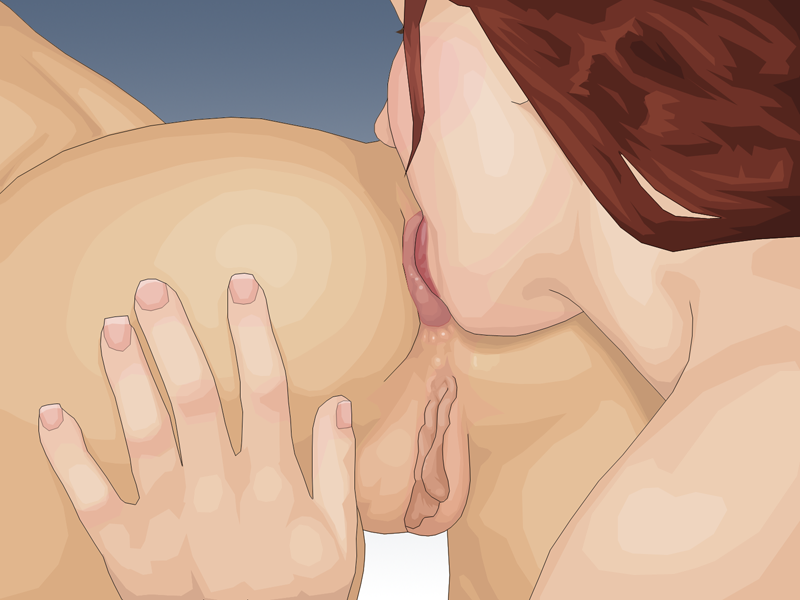
Анілінгус (без захисту)
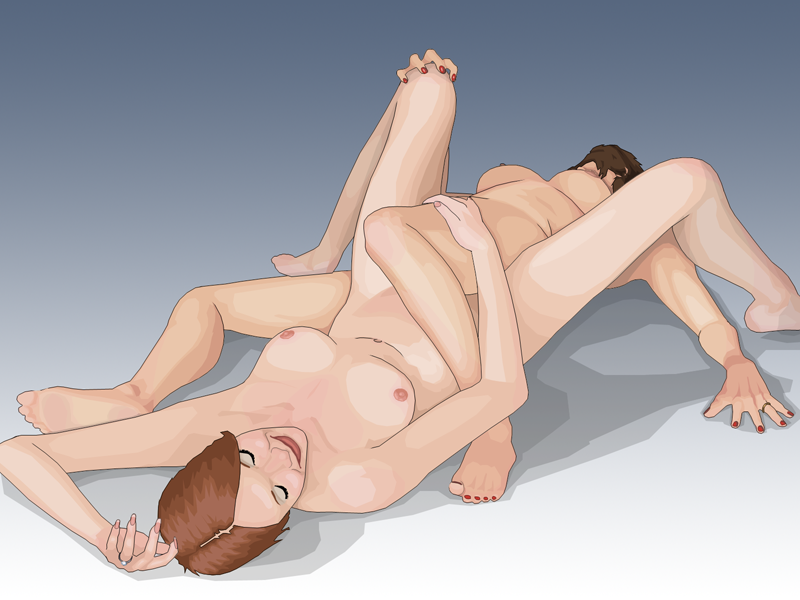
Трибадизм у позиції ножиць, популяризованій у порно

## Особливості
До особливостей сексуальних практик між жінками, у порівнянні з сексом жінок з чоловіками, належать:
- нульовий ризик вагітності,
- рівний поділ відповідальності за засоби безпечного сексу,
- суттєво нижча імовірність насильства з боку партнерки під час сексу,
- більша тривалість прелюдії та сексуальних активностей загалом;
- більша кількість мануальних та оральних ласк з вищою їх якістю (менший акцент на вагінальному проникненні);
- незалежність тривалості та якості проникаючих видів сексу від ерекції пеніса;
- достатня кількість часу та короткий період рефракції партнерок для переживання множинних оргазмів;
- достатня стимуляція клітора.